# Annemarie Goedmakers
Anne Maria Catharina Goedmakers, detta Annemarie (Amsterdam, 25 marzo 1948), è una politica olandese, membro del Partito del Lavoro ed europarlamentare dal 1989 al 1994.

## Biografia

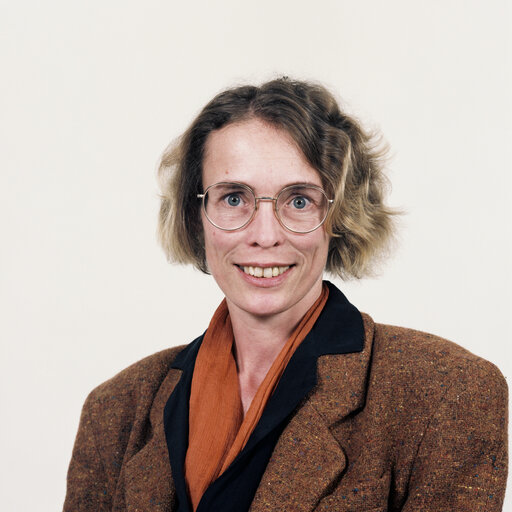
Annemarie Goedmakers al Parlamento europeo

Nata ad Amsterdam, Annemarie Goedmakers studiò biochimica presso l'Università di Amsterdam e per un anno presso l'Università Claude-Bernard di Lione. Conseguì successivamente un dottorato di ricerca in ecologia acquatica presso l'Università di Amsterdam. Svolse il ruolo di assistente scientifica all'università, poi fu impiegata come capo del dipartimento di cooperazione multilaterale presso il Ministero della Salute e project manager per la società di ingegneria DHV
Aderì al Partito del Lavoro e fu eletta agli Stati provinciali dell'Olanda Settentrionale; in questo frangente ebbe un diverbio con l'allora commissario della regina Roel de Wit, che le tolse di dosso il telo con cui copriva il suo bambino, temendo che volesse allattarlo in pubblico.
All'interno del partito, Annemarie Goedmakers fu impegnata nella sezione femminile e divenne seconda vicepresidente dal 1987 al 1991. A novembre del 1989 subentrò a Piet Dankert divenendo eurodeputata al Parlamento europeo, dove fu membro della commissione bilancio.
Dopo aver lasciato il seggio nel 1994, Annemarie Goedmakers fu impegnata sul fronte della sostenibilità ambientale e della difesa della natura: svolse le funzioni di direttrice della sostenibilità presso NUON, direttrice regionale di Staatsbosbeheer, presidente dell'Associazione Amici della Terra (Milieudefensie) e presidente di Stichting Aap. Fu inoltre fondatrice e membro del consiglio di amministrazione della fondazione Chimbo, un'associazione per la tutela degli scimpanzé che Annemarie Goedmakers volle creare in nome del figlio David, morto in seguito ad una rottura aortica.
Nel luglio del 1995 fondò inoltre la Foundation Rural Energy Services, un'organizzazione che fornì elettricità con energia solare in aree prive di copertura di alcuni stati dell'Africa tra cui Mali, Sudafrica, Burkina Faso, Uganda e Guinea-Bissau.
Proprio a causa del suo lungo e intenso impegno civico, nel 2024 Annemarie Goedmakers venne insignita del grado di ufficiale dell'Ordine di Orange-Nassau.